# کمیت نرده‌ای

اجزاء یک بردار

کمیت نرده‌ای یا اِسکالِر (به فرانسوی: Scalaire) (به انگلیسی: scalar quanity) به کمیتی گفته می‌شود که فقط دارای اندازه هستند و تنها با یک عدد (مثبت یا منفی) نمایش داده می‌شود، برخلاف کمیتهای برداری که دارای مقدار و جهت هستند. در واقع کمیتهای نرده‌ای یک تانسور درجه صفر هستند و از قواعد جبر معمولی پیروی می‌کند.

## چند نمونه
- مسافت (فاصله دو نقطه)
- شار مغناطیسی
- جرم
- انرژی
- کار (فیزیک)
- دما
- بار الکتریکی
- چگالی
- پتانسیل الکتریکی
- گرما

علاوه بر اینها، توان، مول، زمان، طول، فشار هم کمیت نرده‌ای هستند.
میدان الکتریکی و شتاب کمیت نرده‌ای نیستند.